# Fred Hickes
Pour les articles homonymes, voir Hickes.
Pas d'image ? Cliquez ici

a Compétitions nationales et continentales officielles uniquement.

b Matchs officiels uniquement.
Dernière mise à jour le 29 mars 2025.
Frederick Hickes, né le 17 juillet 1992 aux îles Fidji, est un joueur fidjien de rugby à XV qui évolue au poste de centre au CA Périgueux.

## Biographie

### Les débuts aux îles Fidji
Originaire des îles Fidji, Fred Hickes obtient sa place dans l'équipe des Fidji des moins de 20 ans, il participe au championnat du monde junior en 2012. Son premier match lors de cette compétition est contre l'équipe des Samoa le 8 juin 2012 (victoire 15-3).
Il joue ensuite pour l'équipe nationale réserve, les Fiji Warriors, avec laquelle il remporte le Pacific Challenge 2016 contre l'équipe des Samoa A (victoire 36-0). Cette même année, il participe à l'Americas Pacific Challenge où il inscrit 10 points dans cette compétition dont 5 lors de son premier match contre les USA Selects au 1er tour (victoire 62-12). L'équipe finit vice-championne, s'inclinant contre l'Argentine le 16 octobre 2016 sur le score de 26 à 27.

### Départ en France

#### Débuts en Pro D2 à Vannes (2016-2020)
Un mois après cette compétition, il quitte son pays natal pour rejoindre l'équipe professionnelle du RC Vannes lors de la saison de Pro D2 2016-2017 et dispute son premier match le 27 novembre 2016 contre Oyonnax (défaite 52-21). Il inscrit ses premiers points et son premier essai le mois suivant pour l'équipe vannetaise contre le Stade aurillacois (défaite 24-22). Ayant davantage de temps de jeu, Hickes inscrit en moyenne 20 points par saison. 
Lors de la vingt-et-unième journée de Pro D2 2018-2019, au cours d'un match contre Oyonnax, il subit une fracture du fibula mettant un terme à sa saison dès février. 
Il revient de blessure en octobre 2019 lors de la septième journée du championnat de Pro D2 2019-2020 contre l'USON Nevers (défaite 26-10). 
Il dispute son dernier match pour le RC Vannes contre le Stade aurillacois en février 2020 au cours de la vingt-et-unième journée (défaite 22-11).

#### Passage à Rennes (2020-2022)
À compter de la saison 2020-2021, il rejoint l'équipe du Rennes EC. Il dispute son premier match en Fédérale 1 le 12 septembre contre le SA Trélissac (victoire 13-36). Il inscrit ensuite ses premiers points et son premier essai pour l'équipe rennaise en octobre contre le Beauvais XV RC (victoire 51-10). Cependant, en février, la FFR annonce l'arrêt définitif et le gel des compétitions amateurs marquant la fin de saison,.
Le retour à la compétition pour Hickes se fait dès la première journée de Fédérale 1 2021-2022 en septembre contre le CA Périgueux. Il inscrit un essai mais voit son équipe s'incliner sur le score de 20-34. Rennes ayant terminé quatrième de sa poule, l'équipe est qualifiée d'office pour la Nationale 2 2022-2023 mais peut encore se qualifier pour la Nationale 2022-2023 en passant par les phases finales. Les rennais atteignent la finale et remportent le match 15 à 11 face au Rugby Club Hyères Carqueiranne La Crau, le 12 juin, marquant le sacre et la promotion de l'équipe en Nationale,.

#### Transfert à Périgueux (2022-)
Après deux années passées à Rennes, Hickes part en direction du CA Périgueux pour la saison 2022-2023. Il dispute son premier match en Nationale 2 le 10 septembre contre le RC Auch (défaite 31-30) et inscrit son premier essai pour l'équipe périgourdine en octobre contre le CA Lannemezan (victoire 48-3). L'équipe termine première de sa poule en étant invaincue à domicile et est qualifiée d'office pour les quarts de finales d'accession pour la saison 2023-2024 de Nationale. Le club est promu après avoir gagné les demi-finales face au Stade métropolitain (60-36 sur l'ensemble des deux rencontres), et remporte, lors de la finale, le premier titre de Nationale 2 face au CS Vienne (39-20). Lors de cette saison, Hickes inscrit trois essais en vingt-cinq matchs.

## Palmarès

### En club
- Rennes EC
  - Vainqueur de la Fédérale 1 en 2022.
- CA Périgueux
  - Vainqueur de la Nationale 2 en 2023.

### En équipe nationale
- Fiji Warriors
  - Vainqueur du Pacific Challenge en 2016.